# Cholmogory
Cholmogory (Russisch: Холмогоры) is een plaats (selo) in de oblast Archangelsk in het noorden van Europees Rusland. Het is het bestuurlijk centrum van het gelijknamige district en telt 4.150 inwoners in 2010. De plaats is een der oudste uit de streek.
Cholmogory ligt aan de linkeroever van de Noordelijke Dvina op ongeveer 75 kilometer ten zuidoosten van de oblasthoofdstad Archangelsk. de hoofdstad Moskou ligt 1000 kilometer naar het zuiden. De Noordelijke Dvina is hier zeer vertakt, waardoor er in de omgeving vele eilandjes zijn gevormd.

## Geschiedenis
Cholmogory werd al vermeld in de 12e eeuw en was de hoofdstad van Bjarmaland. Het was toen bekend als Kolmogory en ontwikkelde zich sinds de komst van Novgorodse kooplui (Pomoren) in de 14e eeuw, tot een belangrijke handelsplaats in Noord-Rusland. Dat was vooral te danken aan de ligging aan de rivier, die uitmondt in de Witte Zee.
Vóór de stichting van Archangelsk in de 16e eeuw, ontwikkelde Cholmogory, dat ook over een eigen haven beschikte, zich tot de belangrijkste politieke en economische plaats aan de Dvina. In de stad bevonden zich een vesting, die de stad moest verdedigen tegen aanvallen, talrijke winkels, gastenhuizen (Gostiny Dvors) en kerken, waarvan er nu nog enkele zijn overgebleven. Na de stichting van Archangelsk, aan de monding van de Dwina verloor Cholmogory in toenemende mate aan belang als handelsstad. In 1702 verhuisde het administratieve en militaire centrum ook naar Archangelsk en zestig jaar later volgde de verhuizing van de bisschop. In 1784 had het nog het statuut van stad, maar het verloor dat statuut in de 20e eeuw.

## Bevolkingsontwikkeling
Volgend overzicht geeft de bevolkingsevolutie van Cholmogory weer.
| 4.003                    | 3.327 | 4.586 | 5.205 | 4.592 | 4.150 |
| Volkstellingen 1959–2010 |       |       |       |       |       |

## Bezienswaardigheden
- Transfiguratiekathedraal

## Bekende inwoners
- Michail Lomonosov (1711–1765), dichter en wetenschapper
- Fedot Sjoebin (1740–1805), beeldhouwer